# Дрозд имелаш
Дрозд имелаш (Turdus viscivorus) је птица уобичајена у већем делу Европе, палеарктичке Азије и северне Африке. У великом делу свог подручја живи током целе године, али северна и источна популација зими мигрира на југ, често у малим јатима. То је велики дрозд са бледо сиво-смеђим горњим деловима, сивкасто-белим подбратком и грлом, и црним мрљама на својим бледо жутим и прљаво-белим доњим деловима. Полови су слични по перју, а његове три подврсте показују само минималне разлике. Мужјак има гласну, далеко доспевајућу песму чак и по влажном и ветровитом времену, оправдавајући старо име олујни петао.
Налази се у отвореним шумама, парковима, живицама и на обрађеном земљишту, храни се широким спектром бескичмењака, семенкама и бобицама. Његови омиљени плодови су имела, божиковина и тиса. Имела је фаворизована тамо где је доступна, а то се огледа у енглеским и научним називима дроздова; биљка, паразитска врста, има користи од тога што се њено семе излучује дроздом на гране где могу да клијају. Зими, дрозд ће енергично бранити гомиле имеле или божиковину као резерву хране за тешка времена.
Гнездо гради уз дебло или на рачвастој грани и неустрашиво га брани од потенцијалних предатора, понекад укључујући људе или мачке. Легло, типично од три до пет јаја, се инкубира 12–15 дана, углавном од стране женки. Пилићи се одгајају око 14-16 дана дана након излегања. Обично постоје два легла. У 18. и раном 19. веку дошло је до експанзије опсега, а последњих деценија је дошло до малог пада, можда због промена у пољопривредној пракси. С обзиром на велики број и врло велики распон, овај дрозд је Међународна унија за очување природе класификовала као најмање забрињавајући.

## Таксономија
Дрозд је први описао Карл фон Лине у свом 10. издању Systema Naturae из 1758. године под данашњим научним именом.  Turdus на латинском значи "дрозд", а viscivorus, "онај који једе имелу", долази од viscum "имела" и vorare, "прождирати".   Обожавање бобица имеле такође указује и име птице на енглеском језику, "mistle" је стари назив за биљку.
У роду Turdus постоји више од 60 врста средњих до великих дроздова, које карактеришу заобљене главе, дугачка шиљаста крила и обично мелодичне песме. Студија митохондријске ДНК идентификовала је најближе сроднике дрозда - дроздове певаче и кинеске дроздове; ове три врсте су рани изданци из евроазијске лозе дроздова након што су се проширили на север из Африке. Они су мање уско повезани са другим европским врстама као што је кос (T. merula) који потиче од предака које су колонизовали Карипска острва из Африке, а затим стигли у Европу одатле. 
Предложено је најмање осам подврста, али разлике међу њима су углавном клиничке, с тим што су птице блеђе и мање густо уочене на истоку распрострањености. Прихваћене подврсте од 2000. су: 
- Turdus viscivorus viscivorus, назван по Линеу, 1758, номинована подврста.
- T. v. bonapartei, Кабанис, 1860.
- T. v. deichleri, Ерлангер, 1897.

Изолована популација на Криму понекад се одвајала као T. v. tauricus, али се то не сматра ваљаним обликом. Фосили дрозда су пронађени у плеистоценским наслагама Пољске и Сицилије. 

## Опис
Дрозд имелаш највећи је дрозд пореклом из Европе. Номинована подврста је дугачка 27-28 cm, са распоном крила од 45 cm. Тежак је 93 до 167 г,  са просеком од око 130 г. Има здепасто усправно држање док је на земљи. Горњи део има бледо сиво-смеђе боје, брада и грло су сивкасто-бели, а жућкасте груди и прљаво-бели стомак имају округле црне тачке. Пегавост постаје гушћа на доњем делу груди, дајући изглед траке на грудима. Дуги реп има беле врхове на спољашњем перју, а пера испод крила су бела. Очи су тамносмеђе, а кљун је црнкаст са жућкастом основом до доње вилице. Ноге и стопала су жућкасто-смеђе боје. Нема разлика у перју међу половима. Млади су слични одраслима, али имају блеђе горње делове са кремастим средиштима многих пера и мањим мрљама на жућкастим доњим деловима. До прве зиме веома су слични одраслима, али доњи део обично има више сјаја.
Источна подврста T. v. bonapartei је дужине 30 cm, па према томе нешто већа од номинованог облика. Горе је бледо сива, а одоздо беља, са мање црних мрља. Птице средњег изгледа виде се западно од реке Об где се опсег преклапа са viscivorus-ом. Јужна раса T. v. deichleri по изгледу подсећа на bonapartei, али је по величини ближа номинованом viscivorus-у, мада има виткији облик.
Одрасле јединке имају потпуно митарење након парења, почевши од краја маја до краја јуна, и завршава се почетком октобра. Младе птице имају делимично митарење; ово се завршава до октобра, иако почетак митарења зависи од тога када су се излегли пилићи.
Дрозд имелаш је много већи, блеђи и дужег репа од симпатричног дрозда певача. У западним Хималајима могао би се помешати са обичним (Zoothera mollissima) и дугорепим дроздом. Они су слични дроздовима имелашима, али дрозд Zoothera mollissima нема очигледне крилне решетке, више је цигласте боје одозго од свог сродника и више је штрафтаст него такчаст испод. Дугорепи дрозд има горње делове маслинасте боје, мреже на прсима и две крилне штрафте. Млади дрозда имелаша су површно слични белом, али та врста има златножуто перје, шкољкасте доње делове и карактеристичан узорак испод крила.

### Глас
Мужјак дрозда имелаша има гласну милозвучну песму са звиждуцима, поновљено три до шест пута, и користи је се за оглашавање своје територије, привлачење партнера и одржавање везе пара. Тон подсећа на песму дрозда или коса, али у поређењу са својим рођацима репертоар је мање разноврстан, и спорији. Песма је, међутим, много гласнија, често се може чути до 2 км далеко. Песма се изводи са крошње дрвећа или другог узвишеног положаја углавном од новембра до почетка јуна. Мужјак је најгласнији у раним јутарњим сатима, а његова тенденција да пева после, а понекад и током, влажног и ветровитог времена довела је до старог назива "олујни певац".  Песма се може чути у било ком месецу, мада је неуобичајена од јула до августа док се митари. Главни позив оба пола је суво брбљање крррр, гласније када су узнемирени или узбуђени.  Често се упоређује са звуком фудбалске звечке, обликом музичког чегртања. Ту је и шкрипави тук контактни позив.

## Распрострањеност и станиште
Дрозд имелаш се гнезди у већем делу Европе и палеарктичкој Азији, иако их нема на далеком северу без дрвећа, а њен распон постаје дисконтинуиран у југоисточној Европи, Турској и на Блиском истоку. У овим топлијим јужним подручјима, обично се налази на блажим узвишењима и приобалним подручјима. T. v. viscivorus се јавља у Европи и Азији источно до Оба, иза којег га замењује T. v. bonapartei. Јужни облик T. v. deichleri насељава Северну Африку, Корзику и Сардинију.
Дрозд имелаш је делимичан мигрант: птице са севера и истока зимују у блажим областима Европе и северне Африке. Скандинавске и руске птице почињу се кретати на југ од средине септембра надаље, већина птица презимљује се у Европи, западној Турској и на Блиском истоку. Између средине октобра и новембра, велики број прелази Гибралтарски мореуз, а други пролазе кроз Кипар, али готово да нема миграција преко Северног мора. Гнездеће птице на Британским острвима и северозападној Европи су настањене или се крећу само на кратке удаљености. На Хималајима се гнездећа популација зими сели на оближња места на нижим надморским висинама. Повратна миграција почиње углавном крајем марта, мада може бити и месец дана раније на Блиском истоку, а северни примерци се можда неће вратити на своје територије до краја априла или почетка маја. Миграција може бити дању или ноћу и обично укључује појединце или мале групе. Птице луталице су се појавиле на Азорима, у Кини, Криту, Фарским острвима, Исланду, Јапану, Оману, Саудијској Арабији, Сикиму и Уједињеним Арапским Емиратима. У зиму 2017/2018. први запис о дрозду имелашу за Северну Америку био је у Мирамичију у Њу Брансвику.
Дрозд имелаш се налази у великом броју станишта које има дрвеће, укључујући шуме, плантаже, живе ограде и градске паркове. На југу и истоку свог распростирања, он настањује планинске четинарске шуме, а распон се простире изнад главног дрвореда на коме је присутна патуљаста клека. Узгој се јавља на 600 м у планинама Северне Африке, а повремено и много више, до 1700 m. У горама Европе пожељна надморска висина је од 800 до 1800 м. Отворенија станишта, попут пољопривредног земљишта, мочвара и травнатих брда, увелико се користе зими или током миграције.
Постоје докази да је ова врста променила своје природно станиште барем у деловима своје распрострањености. У Немачкој и другде у централној Европи пронађен је само у четинарским шумама до средине 1920-их, када се његов распон брзо проширио, прво на обрадиво земљиште, а затим у предграђа и урбане паркове. Разлози за ово проширење су нејасни. У подручјима интензивне пољопривреде, попут источне Енглеске, обрадиво земљиште је заузврат у великој мери напуштено у корист изграђених подручја са већом разноликошћу зелених станишта.
Можда најзначајнији налаз 118. Божићног бројања птица у Канади био је један лутајући дрозд имелаш пронађен у Мирамичију, Њу Брансвик. Ово је био први запис ове врсте у Северној Америци. Откриће је привукло многе посматраче птица из Канаде и Сједињених Држава; виђења су настављена од почетка децембра 2017. до краја марта 2018.

## Понашање
Дрозд имелаш се као појединац или у пару налази током већег дела године, иако се породице хране заједно крајем лета а групе се могу спојити у велика јата када је извора хране у изобиљу. Није неуобичајено да се до 50 дроздова храни заједно у то доба године. Они ноћу бораве на дрвећу или грмљу, опет обично као појединци или парови, осим у касно лето или јесен када породице могу заједно да се склоне.
Дрозд имелаш је прилично копнена птица, скаче уздигнуте главе и усправног тела; када је узбуђен, замахује крилима и репом. Лет се састоји од таласастих скокова испресецаних клизањем.

### Узгој
Дрозд имелаш се размножава годину дана након излегања; Моногамни су и остају у пару током целе године у подручјима где не мигрирају. Њихове територије су много веће од територија косова или дроздова певача; иако је територија гнезда само око 0,6 ха, око 15-17 ха користи се за исхрану. Територије се обично поново заузимају у наредним годинама. Територије су веће у шумама него на пољопривредном земљишту. Мужјак ће нападати уљезе у свом узгојном подручју, укључујући птице грабљивице и вране а понекад и мачке или људе. Понекад се примећује удварање женки од стране партнера. Узгој обично почиње средином марта на југу и западу Европе (крајем фебруара у Британији), али тек почетком маја у Финској. Гнездо се обично гради на дрвету на рачвању гране или уз дебло, мада се могу користити и живе ограде, избочине на зградама и литице. Место гнезда може бити до 20 м изнад земље, иако је типичније 2-9 м. Обична зеба се често гнезди у близини дрозда имелаша, чија будност и агресивно понашање доносе корист обема врстама. Гнездо дрозда је велика здела штапића, суве траве, корена и маховине, премазана изнутра слојем блата и обложена фином травом и лишћем. Гнездо прави женка, иако мужјак може помоћи.   Гнезда изграђена рано у сезони парења могу бити уништена због лошег времена.
Легло је типично три до пет јаја (у распону од два до шест), која су обично беличаста или зеленкасто-плава и истачкана црвеном, љубичастом или смеђом бојом. Просечна величина јајета је 30 x 22 мм, а тежина 7,8 г, од чега је 6% љуска. Јаја се инкубирају 12–15 дана, углавном од стране женке. Пилићи су ситни и хране их оба родитеља. Добијају перје око 14-16 дана након излегања. Обично постоје два легла, осим у Сибиру, где постоји само једно, мужјак храни младунце из првог легла, док женка седи на другом леглу. Понекад се исто гнездо поново користи за оба легла. Млади зависе од родитеља 15–20 дана након добијања перја.
У једној студији спроведеној у Британији, стопа преживљавања младунаца у првој години је 57 процената, а годишња стопа преживљавања одраслих је 62 процента. Очекивано трајање живота је типично три године,, али максимална старост забележена код прстенованих птица је 21 година и 3 месеца за птицу одстрељену у Швајцарској.

### Храњење
Дрозд имелаш се углавном храни бескичмењацима, воћем и бобицама. Животињски плен укључује глисте, инсекте и друге зглавкаре, и пужеве. Пужеви се понекад разбијају о камени "наковањ", техника коју користи и дрозд певач. Познато је да дрозд имелаш убија слепиће.
Биљна храна укључује плодове и семе жбуња и дрвећа, углавном божиковину, тису, бршљан и имелу, али и, на пример, купину, трешњу, зову, глог, маслину и ружу. Може јести цветове и изданке траве и других биљака, а узимаће и опале јабуке и шљиве. Хране се у оквиру свог станишта парења и на отвореним пољима, понекад дељење ове исхране подручја са црвенокрилцем или пољским дроздом.
Младе птице се у почетку углавном хране бескичмењацима, често сакупљеним из ниског лишћа или испод грмља, а не на травњацима које преферирају одрасли. Одрасли ће лутати до 1 км од гнезда на пашњаку или ораници. Након што полете, младунци могу пратити родитеље до почетка зиме. Појединци или парови ће током зиме бранити једно или више плодоносних стабала, при чему се предност даје дрвећу које има имелу, паразитску биљку по којој је птица добила име. Тамо где имеле нема, божиковина је најчешће одабрано дрво. Иако се дрозд обично храни на земљи и из ниског грмља, одбрана овог ресурса чува плодове за касније у сезони када остале намирнице понестану. Дрвеће се брани од других дроздова, као и од птица као што су зимовка и велики детлић. У блажим зимама са обиљем воћа, међутим, ова стратегија се мање користи и дроздови се могу посматрати како се хране у јатима. Насупрот томе, у тешким зимама, браниоце могу надвладати велика јата других птица, црвенокрилца или свилорепих кугара.
Као што му име говори, дрозд је важан у размножавању имеле, паразита, чије је семе потребно одложити на гране одговарајућег дрвећа. Врло храњиве плодове воли дрозд, који вари месо остављајући лепљиво семе да се излучи, вероватно на погодном месту за клијање.

## Предатори и паразити
Дрозд имелаш је плен великог броја птица грабљивица, укључујући гаћасту кукумавку ритску сову, шумску сову, дугорепу сову, буљину, сурог орла, ветрушку, обичног мишара, црвеног змаја, јастреба,  сивог сокола, и обичног копца. Јаја и пилићи могу бити мета мачака и лешинара. Родитељске птице показују неустрашивост у одбрани својих гнезда, повремено чак нападајући и људе. Дрозд имелаш обично није домаћин обичне кукавице, паразита легла.
Спољни паразити дрозда имелаша обухватају кокошју буву, буву, крпеља и светло обојену грињу Neotrombicula autumnalis.   Могу патити од паразита, укључујући пантљичаре,  ваљкасте црве   и Syngamus merulae. Крвни паразити могу укључивати врсте Трипаносома и Пласмодиум. 

## Статус
Дрозд ималаш је широко распрострањен у Европи и западној Азији, а европска гнездећа популација процењује се на 9–22,2 милиона птица. Када се додају азијски, ово даје глобално укупно 12,2–44,4 милион. Врста је раније била ограниченијег распона, а ретко се јављала чак и у северној Енглеској 1700-их.  Брзо се проширио на низијска и приобална подручја Европе током 18. века и прве половине 19. века, колонизујући подручја у којима је раније био редак или га уопште није било, попут Ирске (где се први пут развио 1807. године), Шкотске и Холандије. Распон се такође повећао у Данској, Норвешкој, Мађарској и Аустрији.
Иако се чини да се број популације сада смањује, смањење није брзо нити довољно велико да покрене критеријуме угрожености очувања. С обзиром на велики број и веома велику распрострањеност, овај дрозд је стога класификован од стране Међународне уније за очување природе као најмање забрињавајући. Опажени пад може бити последица губитка пашњака богатих бескичмењацима и мешовитих фарми преласком на обрадиву пољопривреду или интензивније управљање травњацима. Опстанак одраслих, величина легла и успешан узгој мањи су на ораницама него у подручјима са великим пашњацима. Сматра се да је у Финској губитак старих шума довео до локалног опадања броја.

## У култури
Збирка латинских пословица Еразма Ротердамског са почетка шеснаестог века укључивала је Turdus malum sibi ipse cacat, (сам дрозд излучује сопствене невоље), који се односи на употребу лепљивих бобица имеле које ова врста фаворизује као састојак у птичјем лепку, који се користи за хватање птица. Тако дрозд шири семе сопственог уништења. 
Дрозд имелаш и алпска чавка, аутора Ђованија да Удинеа, уметника који је радио у Рафаеловом атељеу у 16. веку, била је скица за његову Птицу са герландом и воћем, а то је опет била основа за Рафаелову фреску у Апостолској палати. 
Песма ране ренесансе "The Harmony of Birds" приказује дрозда како пева фразу "санктус, санктус".  Песма дрода имелаша описана је и у "Darkling Thrush" Томаса Хардија и "The Thrush" Едварда Томаса. Гласан позив ове уобичајене и упадљиве птице довео је и до многих старих или локалних имена, укључујући "шкрипање".  Друга имена, укључујући "олујни певац" односила су се на његову спремност да пева на ветру и киши. „Црвени дрозд“, „холин кок“ и „холм кок“ засновани су на застарелим именима за божиковину, коју зими брани због бобица.
У „Тајном врту “ Френсиса Хоџсона Барнета, Дикон уверава Мери Ленокс да ће своје знање о врту држати у тајности упоређујући је са дроздом у одбрани свог гнезда, препознајући његову привилегију да подели њену тајну.
Олујни петао, објављен 1971. године, пети је албум енглеског фолк/рок кантаутора и гитаристе Роја Харпера.
Последњи стих песме групе Џетро Тул "Jack-in-the-Green" са њиховог албума Песме из шуме помиње птицу у редовима "Ох, дрозд имелаш долази. Џек, угаси светло." Птица се такође појављује у стиховима песме групе The Decemberists "Won't Want For Love (Margaret In The Taiga)" са њиховог албума The Hazards of Love из 2009. године.